# Gare de Jakarta Kota
La gare de Jakarta Kota, en indonésien Stasiun Jakarta Kota, est une gare ferroviaire indonésienne, située dans le quartier de Kota, la vieille ville de Jakarta.

## Histoire
La gare est construite dans les années 1870. En 1926, l'architecte néerlandais Frans Johan Louwrens Ghijsels (né le 8 septembre 1882) mène une rénovation qui lui donne son aspect actuel, un mélange d'Art déco et de styles locaux. Après ces travaux, elle est inaugurée officiellement par le Gouverneur général des Indes orientales néerlandaises Andries Cornelis Dirk de Graeff le 8 octobre 1929.

## Service des voyageurs
Elle est la gare de départ de trois des sept lignes du KRL Jabotabek, le réseau express régional de la capitale indonésienne :
- Kota-Jatinegara
- Kota-Depok-Bogor
- Kota-Tanjung Priok

## Galerie de photographies

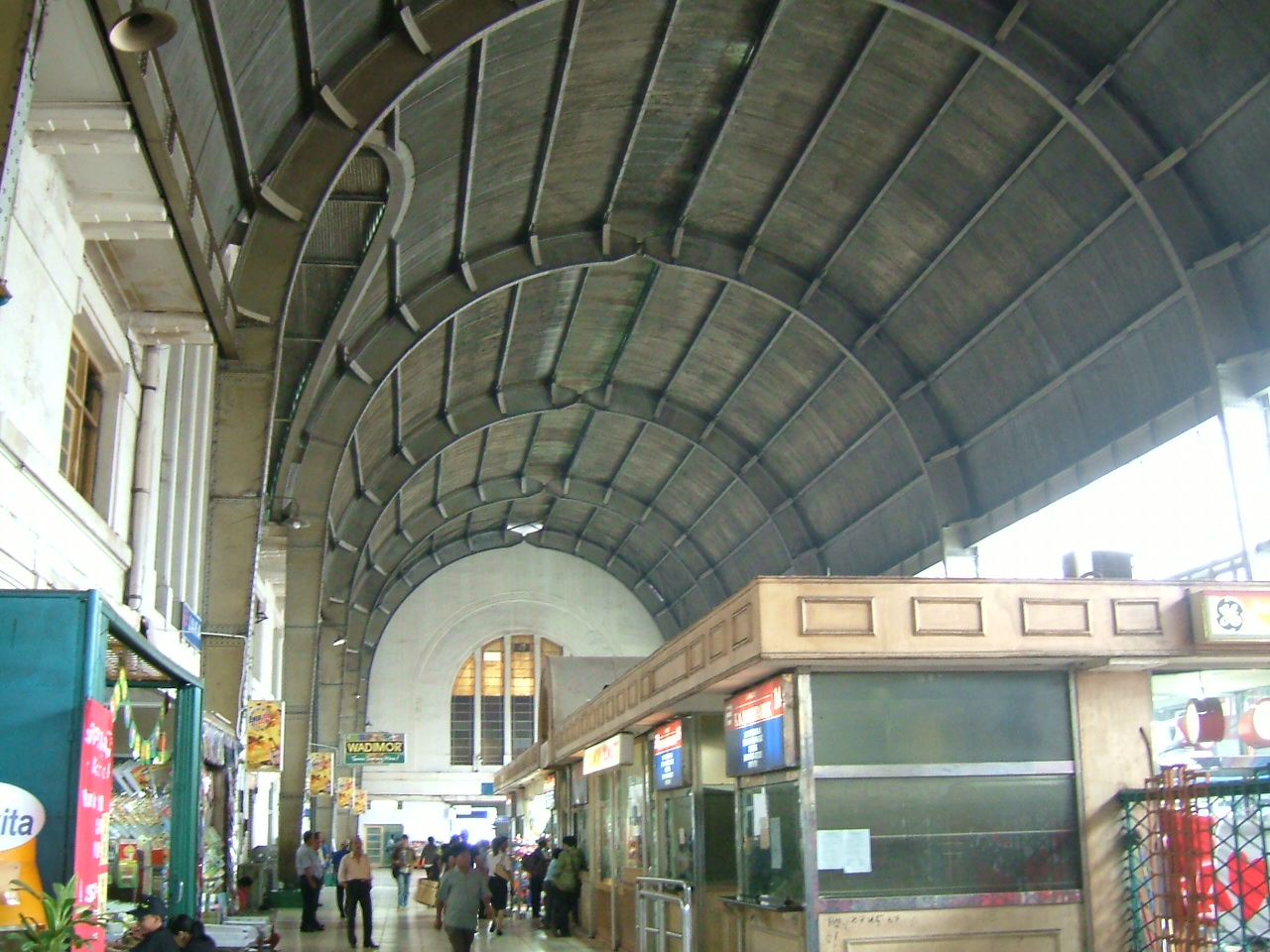
Le hall de la gare.
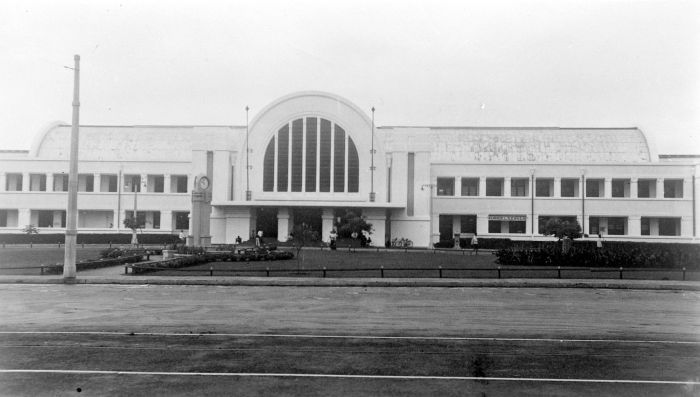
La gare de Jakarta Kota en 1938.